# Petrus Hellendaal
Petrus Hellendaal  (Róterdam, 1 de abril de 1721-Cambridge, 19 de abril de 1799) fue un compositor, organista y violinista originario de los Países Bajos. Estudió en Italia y se terminó estableciendo en Inglaterra, donde pasó la mayor parte de su vida.

## Juventud
Con doce años, Hellendaal ejerció como organista en la iglesia de San Nicolás de Utrech. Con quince años marchó a Italia, donde permaneció seis años, entre 1737-1743. El objetivo de su estancia fue formarse musicalmente. Para ello, se instaló en Padua entre 1740 y 1742 para recibir clases de Giuseppe Tartini, el violinista más famoso de su época.
Regresó en 1742 a los Países Bajos, donde Hellendaal concluyó las obras de su primera publicación, las Seis Sonatas para violín. Completó su formación musical en la Universidad de Leiden (1749-1751).

## Inglaterra
En 1752 Hellendaal se estableció en Londres, donde alcanzó fama como compositor y violinista. Pronto entró en relación con Georg Friedrich Händel, con quien mantuvo amistad. En 1754 ayudó a Händel a estrenar su ópera Acis y Galatea (HWV49a/b). Entre 1760 y 1762 Hellendaal se empleó como organista en la iglesia de Santa Margarita de King's Lynn, Norfolk.

### Cambridge
En 1762 se trasladó a Cambridge para ocupar el puesto de organista en el Pembroke College y en 1777 fue nombrado organista de la capilla del Peterhouse College. Hellendaal permaneció en esta ciudad hasta su muerte. Aparte de su trabajo como organista, también dio clases y siguió componiendo.

## Obras
Entre sus obras hay sonatas para violín, en el estilo de último barroco italiano, muy virtuosas. Escribió Tres Grandes Lecciones  para teclado, violín y continuo (publicadas hacia 1790) y Seis Concerti Grossi, Op. 3 (publicados hacia 1758), que se hicieron muy populares. También tiene obras vocales, entre otras una cantata. 

### Ediciones
- Six grand concertos. Huntigdon: King's Music, 1991 (reproduce la edición de Londres de 1758)
- A collection of psalms and hymns for the use of parish churches (1793)